# ガイバ (イスラム教)
ガイバ（アラビア語: غيبة Ghaybah, DMG方式: Ġaiba、ペルシア語: غیبت Ghaybat）とは、イスラム教シーア派の多くの分派においては、彼らの認める最後のイマームが死ぬことなく隠れており、いつか再臨（ルジューウ）すると主張する思想を指している。一般に「隠れ」あるいは「幽隠」などと訳す。ガイバはアラビア語では本来「不在」あるいは「隠れていること」を意味する。
ガイバあるいは隠れイマームの概念はカイサーン派によってはじめて提示され、その後ほかのシーア派の分派にも取り入れられた。
ガイバ状態にあるイマームが誰であるかは分派によって異なる。
- 現在はイエメンに勢力を持つザイド派（5イマーム派）では、ガイバ思想を否定する。
- イスマーイール派（7イマーム派）では、本来（彼らにとっての）第7代イマームであるムハンマド・イブン・イスマーイールだったが、その後さらに多くの分派に枝分かれした。
- 現在のシーア派の主流である十二イマーム派では、第12代イマームのムハンマド・ムンタザルである。

イスラム教に起源を持つが、一般的には別の宗教とみなされているバーブ教は、自らが隠れイマーム（ムハンマド・ムンタザル）の再臨であると宣言したセイイェド・アリー・モハンマドが開いたものである。